# Rose Pastor Stokes
Rose Harriet Pastor Stokes, född Wieslander 18 juli 1879 i Augustów i Kejsardömet Ryssland (i nuvarande Polen), död 20 juni 1933 i Frankfurt, Tyskland, var en amerikansk kvinnorättskämpe och socialist. Hon gifte sig med miljonären James Graham Phelps Stokes, vän till president Woodrow Wilson.
Pastor Stokes skrev för tidningen Yidishes Tageblat.
Pastor Stokes diagnosticerades med bröstcancer 1930. Hon dog i Tyskland 20 juni 1933, 53 år gammal.
Hennes brev, skrifter och manuskript finns bevarade på Yales universitetsbiblioteks arkiv.